# Me So Horny (DJ Porny)
Me So Horny is de eerste single van de Nederlandse producer DJ Porny.

## Geschiedenis
Na Frozen Flame van Jeckyll & Hyde uit 2006 was het de tweede jumphit in de Nederlandse Top 40, hoewel sommige liefhebbers het te commercieel vinden om voor jump door te gaan. Het nummer kwam in dezelfde week de Top 40 binnen als die waarin het NOS Journaal voor het eerst aandacht aan de jumprage besteedde. De single kwam uiteindelijk tot de zevende plaats en stond twaalf weken genoteerd. De track is voornamelijk instrumentaal, maar bevat enkele Engelstalige kreten en een met computer bewerkt Franstalig gezongen deel. DJ Porny had oorspronkelijk het idee om een jumpstyletrack te maken met samples uit het nummer Me So Horny van 2 Live Crew, maar besloot ten slotte toch deze uit de uiteindelijke mix te laten, mede vanwege de rechten. De titel Me So Horny is wél gebleven.

### Plagiaat
Het Australische label Central Station beschuldigde DJ Porny en diens label 8ball Music van plagiaat. DJ Porny zou de instrumentale track van het nummer If You Like Pussy Put Your Hands in the Air van de controversiële Australische zangeres Zennique hebben gestolen en gebruikt in Me So Horny. Op de tekst na lijken de twee nummers inderdaad als twee druppels water op elkaar. Volgens de website van DJ Porny probeert Zennique enkel een graantje mee te pikken van Porny's succes en heeft het label van Porny juist een aanklacht ingediend tegen Zennique en haar label.

## Hitnotering
| "Me So Horny" in de Nederlandse Top 40 - binnen: 17 maart 2007 | "Me So Horny" in de Nederlandse Top 40 - binnen: 17 maart 2007 | "Me So Horny" in de Nederlandse Top 40 - binnen: 17 maart 2007 | "Me So Horny" in de Nederlandse Top 40 - binnen: 17 maart 2007 | "Me So Horny" in de Nederlandse Top 40 - binnen: 17 maart 2007 | "Me So Horny" in de Nederlandse Top 40 - binnen: 17 maart 2007 | "Me So Horny" in de Nederlandse Top 40 - binnen: 17 maart 2007 | "Me So Horny" in de Nederlandse Top 40 - binnen: 17 maart 2007 | "Me So Horny" in de Nederlandse Top 40 - binnen: 17 maart 2007 | "Me So Horny" in de Nederlandse Top 40 - binnen: 17 maart 2007 | "Me So Horny" in de Nederlandse Top 40 - binnen: 17 maart 2007 | "Me So Horny" in de Nederlandse Top 40 - binnen: 17 maart 2007 | "Me So Horny" in de Nederlandse Top 40 - binnen: 17 maart 2007 | "Me So Horny" in de Nederlandse Top 40 - binnen: 17 maart 2007 |
| Week                                                           | 1                                                              | 2                                                              | 3                                                              | 4                                                              | 5                                                              | 6                                                              | 7                                                              | 8                                                              | 9                                                              | 10                                                             | 11                                                             | 12                                                             |                                                                |
| -------------------------------------------------------------- | -------------------------------------------------------------- | -------------------------------------------------------------- | -------------------------------------------------------------- | -------------------------------------------------------------- | -------------------------------------------------------------- | -------------------------------------------------------------- | -------------------------------------------------------------- | -------------------------------------------------------------- | -------------------------------------------------------------- | -------------------------------------------------------------- | -------------------------------------------------------------- | -------------------------------------------------------------- | -------------------------------------------------------------- |
| Nummer                                                         | 31                                                             | 18                                                             | 10                                                             | 7                                                              | 8                                                              | 8                                                              | 9                                                              | 9                                                              | 10                                                             | 17                                                             | 28                                                             | 37                                                             | uit                                                            |